# 1303 pr. n. št.

## Rojstva
- Ramzes II., faraon († 1213 pr. n. št.)